# Dubjonki
Dubjonki (oroszul: Дубёнки) falu Oroszországban, Mordvinföldön, a Dubjonki járás székhelye. Többségében erza település.
Lakossága: 3325 fő (a 2010. évi népszámláláskor).

## Elhelyezkedése
Mordvinföld keleti részén, a Szjukszjurma (Szucserma) folyócska partján terül el. 83 km-re van a köztársasági fővárostól, Szaranszktól, mellyel az Uljanovszk felé vezető P-178 jelű országút köti össze. A legközelebbi vasútállomás a 24 km-re fekvő Atyasevo, a Szaranszk–Kanas–Kazany vasúti fővonalon.

## Története
A falut a 17. században alapították. A területet annak idején tölgyes borította, erre utal a település neve (a „dub” jelentése 'tölgy'). A 19. század közepén még több falunak hasonló neve volt (Dubjonki, Dubenyki, Dubrovka stb.).
1928 óta járási székhely. 2001-ben többek között kenyérgyár, tejfeldolgozó üzem, keményítőgyár, kenderfeldolgozó üzem működött a faluban.